# Enningdalsälven
Enningdalsälven este o arie protejată (arie specială de conservare — SAC, sit de importanță comunitară — SCI) din Suedia întinsă pe o suprafață de 4,5 ha, integral pe uscat.

## Localizare
Centrul sitului Enningdalsälven este situat la coordonatele 58°52′55″N 11°32′15″E / 58.8819°N 11.5376°E.

## Înființare
Situl Enningdalsälven a fost declarat sit de importanță comunitară în iunie 2001 pentru a proteja 3 specii de animale. Situl a fost protejat și ca arie specială de conservare în martie 2011.

## Biodiversitate
Situată în ecoregiunea boreală, aria protejată conține 1 habitat natural: Râuri naturale fino-scandinave.
La baza desemnării sitului se află mai multe specii protejate:
- mamifere (1): vidră de râu (Lutra lutra)
- nevertebrate (1): Margaritifera margaritifera
- pești (1): somonul (Salmo salar)